# Carlo Gartner
Carlo Gartner (ur. 3 kwietnia 1922 w Sterzingu, zm. 10 czerwca 2013 tamże) – włoski narciarz alpejski, olimpijczyk.

## Kariera
Carlo Gartner był drugim po Zeno Colò najlepszym włoskim narciarzem alpejskim na przełomie lat 40. i 50. Dwukrotnie uczestniczył w zimowych igrzyskach olimpijskich (1948 – 6. miejsce w zjeździe, 1952 – 18. miejsce w slalomie gigancie, 8. miejsce w zjeździe) oraz na mistrzostwach świata 1950 w amerykańskim Aspen, na których zajął 6. miejsce w slalomie gigancie.
Karierę zakończył po mistrzostwach Włoch 1954, na których zajął 3. miejsce w slalomie równoległym.

## Osiągnięcia

### Igrzyska olimpijskie
| Miejsce | Dzień     | Rok  | Miejscowość  | Konkurencja   | Czas biegu | Strata  | Zwycięzca      |
| ------- | --------- | ---- | ------------ | ------------- | ---------- | ------- | -------------- |
| 6.      | 2 lutego  | 1948 | Sankt Moritz | Zjazd         | 3:02,4 min | +7,4 s  | Henri Oreiller |
| 18.     | 15 lutego | 1952 | Oslo         | Slalom gigant | 2:25,0 min | +10,7 s | Stein Eriksen  |
| 8.      | 16 lutego | 1952 | Oslo         | Zjazd         | 2:36,5 min | +5,7 s  | Zeno Colò      |

### Mistrzostwa świata
| Miejsce | Dzień     | Rok  | Miejscowość | Konkurencja   | Czas biegu | Strata | Zwycięzca |
| ------- | --------- | ---- | ----------- | ------------- | ---------- | ------ | --------- |
| 6.      | 14 lutego | 1950 | Aspen       | Slalom gigant | 1:56,0 min | +1,6 s | Zeno Colò |

### Mistrzostwa Włoch
- 1948
  - 3. miejsce: zjazd, slalom równoległy, kombinacja
- 1949
  - 3. miejsce: zjazd, slalom równoległy
- 1952
  - 1. miejsce: slalom równoległy
  - 2. miejsce: zjazd, slalom gigant
- 1953
  - 1. miejsce: slalom gigant
  - 2. miejsce: zjazd, slalom równoległy
- 1954
  - 3. miejsce: slalom równoległy[2]

## Kariera trenerska
Carlo Gartner po zakończeniu kariery sportowej rozpoczął karierę trenerską. W latach 60. trenował narciarstwo alpejskie w klubie narciarskim w Sauze d’Oulx.

## Śmierć
Carlo Gartner zmarł 10 czerwca 2013 roku w Sterzingu.